# راندال كليسر
راندال كليسر (بالإنجليزية: Randal Kleiser)‏ (و. 1946  م) هو مخرج أفلام، وكاتب سيناريو، ومنتج بضائع أمريكي، ولد في فيلادلفيا، بدأ مشواره المهني سنة 1978.

## التعليم
تعلم في جامعة كاليفورنيا الجنوبية، وكلية جامعة جنوب كاليفورنيا للفنون السينمائية ‏.

## وصلات خارجية
- راندال كليسر على موقع IMDb (الإنجليزية)
- راندال كليسر على موقع ألو سيني (الفرنسية)
- راندال كليسر على موقع ميوزك برينز (الإنجليزية)
- راندال كليسر على موقع أول موفي (الإنجليزية)
- راندال كليسر على موقع قاعدة بيانات الأفلام السويدية (السويدية)
- راندال كليسر على موقع إن إن دي بي (الإنجليزية)
- راندال كليسر على موقع قاعدة بيانات الفيلم (الإنجليزية)
- راندال كليسر على موقع كينوبويسك (الروسية)